# Торгановичі

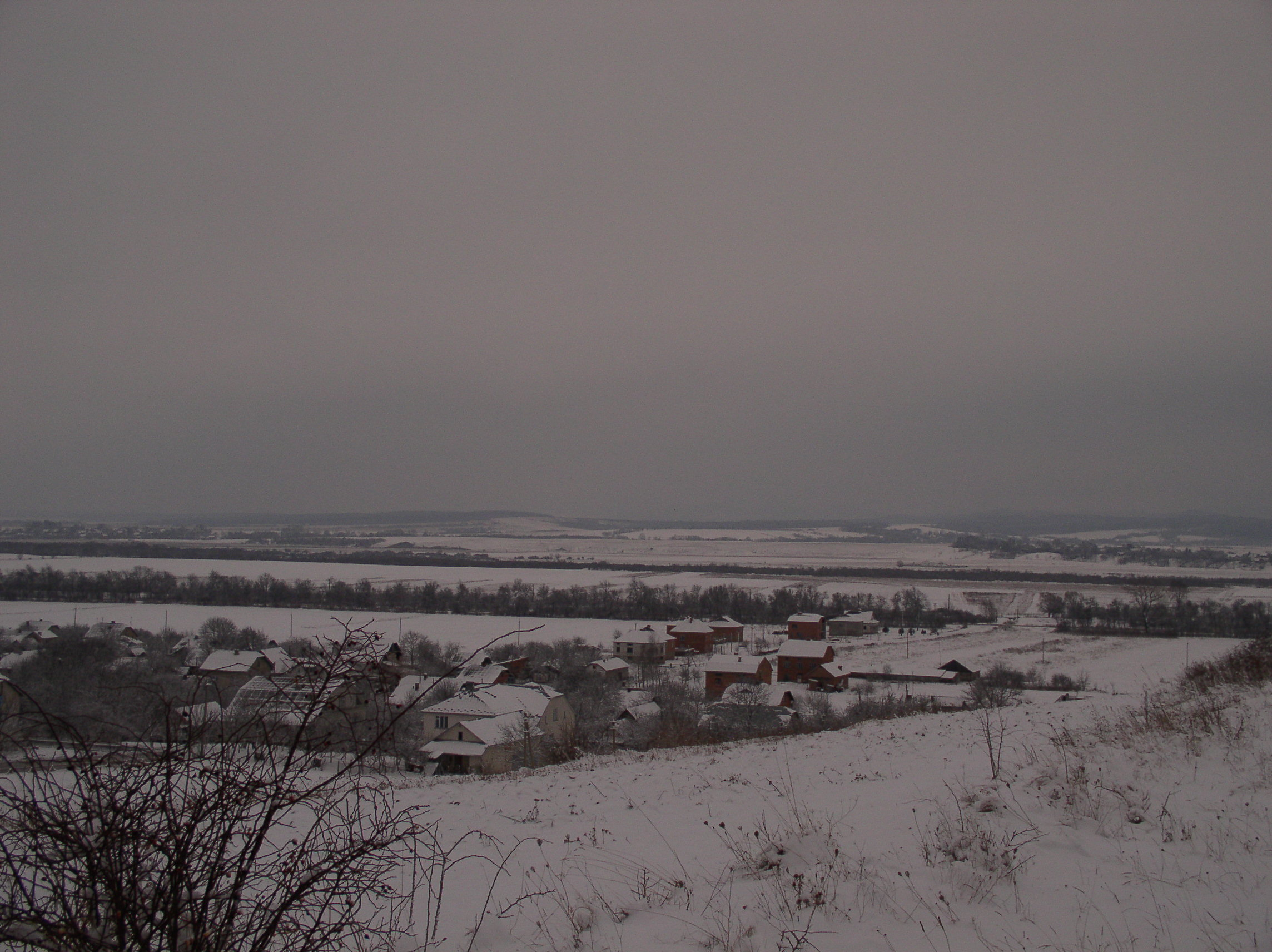
Торгановичі — Бойківський край

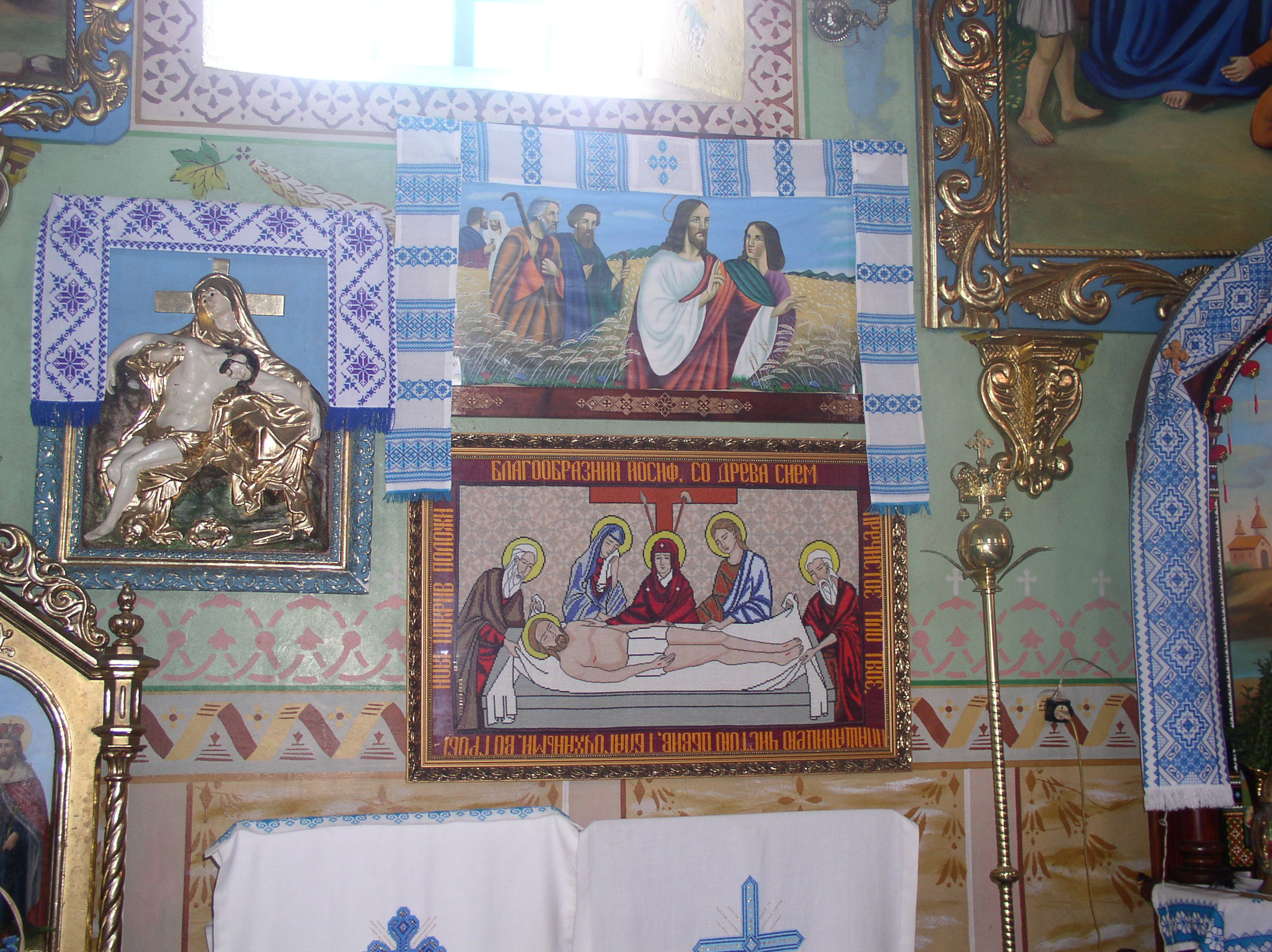
Церква Різдва Ісуса Христа. Образ за сх. Доктора о. Д. Блажейовського

Торгано́вичі (Torhanovychi) — село на заході України, у Самбірському районі, Львівської області. Кількість населення 522 чоловік (578 осіб за іншими даними). Перепис населення в Україні не проводився від початку незалежності. Орган місцевого самоврядування — Старосамбірська міська рада

## Розташування
Відстань до районного центру Старого Самбора 8 км, до місцевої ради 3 км, до обласного центру Львів 80 км. Найближчий пункт пропуску через державний кордон України на кордоні з Польщею — Смільниця.

## Загальні відомості
Святкування дня села — 8 серпня.
Територія населеного пункту 252 га, орна земля 110 га, пасовища 139,5 га, громадські ліси 36,3 га. Дороги з чорним покриттям 2 км, дороги з твердим покриттям 1 км, ґрунтові дороги 5 км. Газифікація населеного пункту становить 100 %. Деякі помешкання мають альтернативні системи опалення. Повна електрифікація села.
Заклади охорони здоров'я — ФАП. Школи неповна середня, кількість місць 200 чол. Народний дім 250 місць. Бібліотекар Сарахман О. С. Є стадіон, спортивний майданчик. Кількість абонентів 180. Магазини 1. Був макаронний цех. Функціонує дитячий садочок.
8 березня 1894 року на засіданні філії товариства «Просвіта» у Самборі було прийнято рішення заснувати нові читальні у Страшевичах і Торгановичах.А також молоде покоління брало активну участь у «ПластПросвіта»

## Церква Різдва Ісуса Христа
Дерев'яна церква Різдва Ісуса Христа споруджена 1880 року на місці старої дерев'яної церкви з такою ж назвою, яка існувала як мінімум від 1828 року (відтоді село отримало священика, до того часу був не храм, а каплиця).
Адміністраторами каплички, а згодом церкви були Максим Полошинович (1836—1837) та Іван Ходорович (1839—1845). У періоди 1828—1833 рр. та 1838—1839 рр. це місце було вакантним. Незалежні адміністратори: Михайло Созанський (1845—1857), Йосиф Яновський (1857—1860), Василь Лісикевич (1860—1865), Миколай Чайковський (1865—1879), Теофіл Левицький (1879—1882), Антін Кмисикевич (1882—1885), Антін Яців (1885—1886), Василь Лисецький (1886—1888+), Йосиф Сабарай (1888—1894), Петро Перчинський (1894—1900), Михайло Феняк (1900—1905), Володимир Саноцький (1905—1909), Стефан Вітик (1909—1919), Юліан Татомир (1919—1925), Василь Рудавський (1925-[1939]).
Кількість українських католиків у 1840 році становила 496 осіб, у 1859 році — 337; у 1879 році — 420; у 1899 році — 508; у 1926 році — 628; у 1938 році — 690;
У 1785 році було 6,12 км²; 440 Українських католиків, 20 католиків латинського обряду та 6 євреїв на цих землях. У 1938 році було 20 католиків латинського обряду і 35 євреїв у Торгановичах.
З початком Другої світової війни греко-католицька церква змушена була піти у підпілля. На початку 1950-х років дерев'яна церква у селі згоріла. У 1956 році побудовано нову церкву. В церкві є вишивані образи за схемами доктора отця Блажейовського.
1972—1979 рр. — протоіерей Василій Петрущак; — 2013 — прот. Цап Ярослав.
Зараз церква Різдва Ісуса Христа тимчасово перебуває у користуванні ПЦУ. 
Водночас місцеві греко-католики мають намір спорудити власний храм, бо теперішній священик Цап є проти позмінних відправ у храмі, який будувало не одне покоління села.
Пам'ятники села: дзвіниця, дві каплички, Матір Божа під дахом, братня могила Захисникам Батьківщини, Хрест (садиба).
Пам'ятник «Поклик Віри» (садиба), архт. м. Львова І. Подоляк

## Історія
Королева Бона Сфорца. Руїни замку-фортеці на горі Бундз.
Забутий легендарний пам'ятник історії, замок-фортеця, належить до унікальних споруд XVI — XVII століття. Замок в с. Торгановичі був власністю королеви Бони Сфорца Д'Арагоне. І лише один такий факт робить це село вже надзвичайно привабливим і неповторним для успішного розвитку туризму.
Особистість королеви-італійки настільки колоритна, що здавна цікавила не одне покоління в різних країнах. Але хто ж вона насправді — Бона Сфорца? Чим вона інтригує впродовж віків і чому перекази про неї залякали мешканців села і околиць так, що мало хто і може поділитися історією? 2 лютого 1494 року в італійському місті Віджевано, провінції Павія, у заможній родині медіоланських герцогів Сфорців народилася донечка, яку назвали Бона. Годуючи своє немовлятко, Ізабелла Арагонська і гадки не мала, що колись ця вередунка одружиться з польським королем вдівцем Сигізмундом І Старим (1505—1548 рр.). Цього разу теж не обійшлося без сприяння родини Габсбургів, таких впливових в Європі.
Гарна освіта, амбіційність та господарність Бони дало підґрунтя для твердого характеру і зробило її королевою Польщі, княгинею Русі, "Прусії і Мазовша, княгинею Барі і Росано, а також претенденткою на спадок Єрусалимського князівства, залишаючись при владі протягом 1518—1557 років. У міжнародній політиці Бона Сфорца була затятою противницею династії Габсбургів, тих самих, які колись допомогли їй сісти на престол. Підтримувала політику Франції та прагнула до добрих стосунків з Османською Портою.
Виховання та навчання сина Сигізмунда Августа, який перейме батьківський престол та доньки Ізабелли, яка стане королевою Угорщини були серед найпріоритетніших занять. Всього у Бони було 6 дітей і всі посіли престоли інших держав, за винятком наймолодшого сина що передчасно помер.
У своєму замку с. Торганович Бона ніколи не жила, хоч не виключено, що сюди заїжджала і тримала під контролем. Але відомо, що у всіх придбаних посілостях королева наказала провести перепис населення, інвентаря та майна. Заборонила вирубувати ліс, передбачивши що це могло бути добрим прикриттям від набігів чужинців, сприяла розвитку сольових та кам'яних копалень, торгівлі та ремеслу. Передбачлива королева запровадила цілком відмінну стратегію оборони замку. Кажуть що підземна дорога під ним нагадувала вулицю по якій можна було проїхати на конях і мала два напрямки Самбірський та на Стару Сіль. Відомо, що одного разу навала ординців зробила облогу замку, сподіваючись що без води довго у фортеці не посидиш (криниця справді знаходиться перед стінами замку), але коли увійшли — то нікого не знайшли. Врятував тунель.

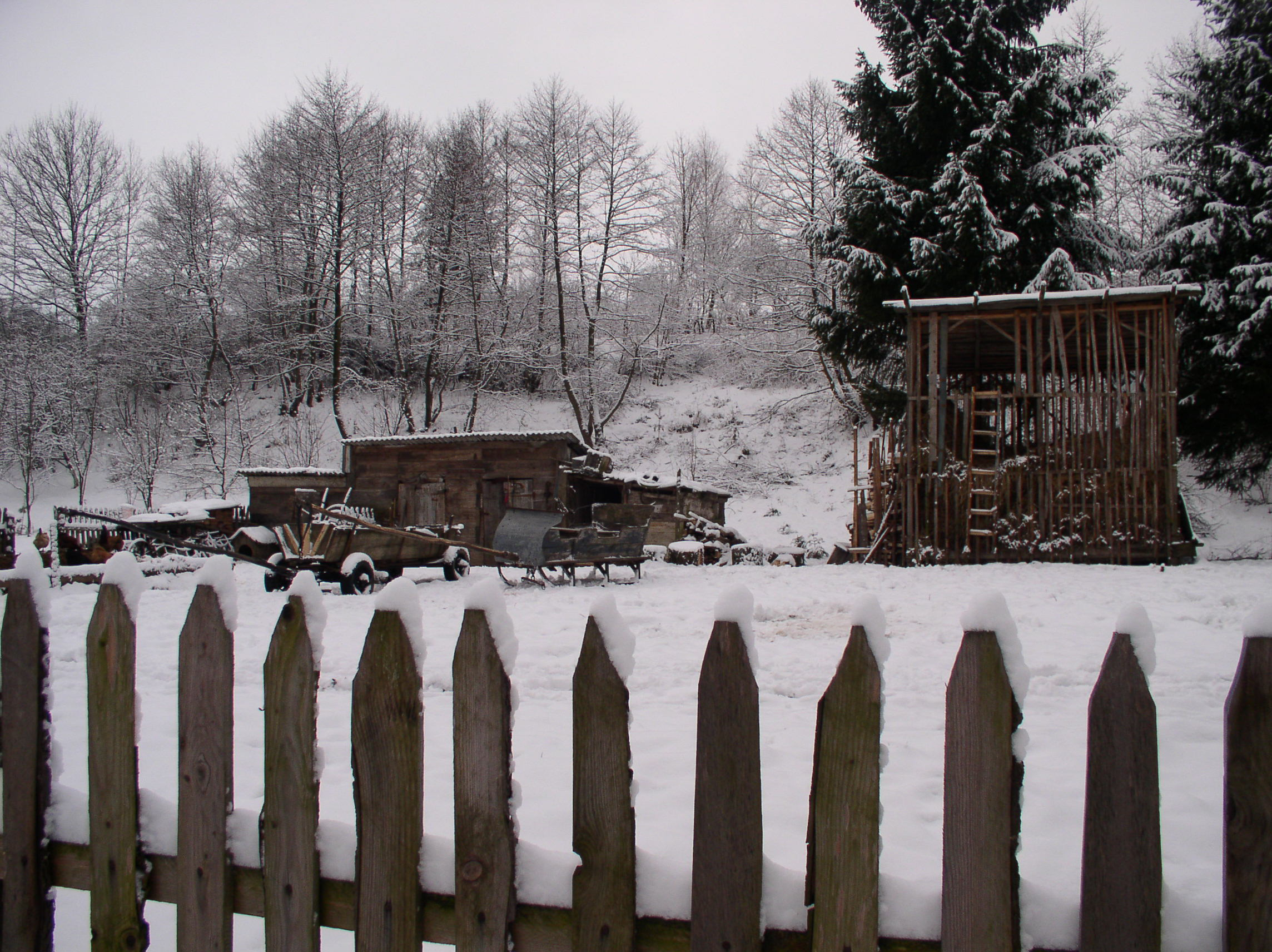
Подвір'я ґазди

На цих теренах було к-ка хвиль тифу та холери, яке ймовірно і було свого роду даним спасінням народу Вищими силами. Бо в такі періоди орда не набігала, війни припинялися. Внизу замку на площі споконвічно було криваве місце страти. На серпантинній дорозі до низу садили козаків на палі; від холери і тифу поховання теж знаходяться біля замку. А сама назва гори Бундз, де знаходився замок-фортеця, швидше за все має угорське походження і може означати насип або відплата, покарання. Теперішнє місце де стоїть церква села колись було вибрано не випадково, минулі покоління були мудріші.
Бона запам'яталася як зла і жорстока королева, за непростий характер їй щоразу придумували прізвиська та звинувачували у вбивстві двох своїх невісток — дружин Сигизмунда Августа. Три невдалих шлюби сина не відповідали політичним планам королеви. Є дуже багато легенда про Бону. Деякі оповідають про те, що королева була пов'язана з нечистою силою, яка дарувала королеві неймовірну вроду та надзвичайну живучість і що в замку пропадали молоді дівчата. Можна вірити і не вірити, але легенди на порожньому місці не з'являються. А можливо її просто не любили, бо вона випереджала час. Вона зробила і багато позитивного: загосподарювала великі території земель, заселила вилюднілі території, будувала мости, млини, тартаки, розбудовувала міста, фортеці. При її господарюванні околиці краю процвітали. Одна з вживаних фраз королеви Бони до польської шляхти була «У вас лежать дукати на посілостях, варто лише схилитися, щоб забрати їх. Ніхто не хоче? Тим краще для мене!»
Королеву Бону отруїли у 1557 році і за однією з версій Ініціаторами вбивства королеви могли бути Габсбурги.
Коли в Австрії прийшла до влади Марія Тереза (+1780) та її син Йозеф II (1780—1790) вони переглянули території володіння і тоді ж був призначений догляд за замком, але це були роки застою. Один з воєвод мав прізвище Полівка. Мешканці з таким прізвищем до тепер мешкають в селі. «Поступово замок занепав…і кому який камінь на оборі треба було щось підперти — йшли на Бундз»[³]. Як там було — так там було, але досить того що від замку лише руїна залишилася.

## Визвольний рух
Українські Січові Стрільці, Пласт, Галицька армія

## Політичне життя
Осередки політичних партій НРУ, КУН.

## Населення

### Мова
Розподіл населення за рідною мовою за даними перепису 2001 року:
| Мова       | Кількість | Відсоток |
| ---------- | --------- | -------- |
| українська | 578       | 100%     |

## Відомі люди

### Уродженці
- Дмитро Якович Петрина — математик, академік НАН України
- Григорій Петрина

## Ремесла і народні промисли
- Лозоплетіння (Майстер В. Сигін)
- Писанкарство (Бойківська писанка)
- Вишивка
- Вироби з дерева (ужиткове)